# Luis de Sosa
El Coronel Luis de Sosa –Luis de Sosa y Tovar–, (Vidanes, Cistierna, –León–, 26 de junio de 1773 - † León, 28 de marzo de 1843), fue un militar, político, escritor y periodista español que jugó un papel importante en la Guerra de la Independencia Española y años posteriores, sobre todo en León y su provincia.

## Biografía

### Previa a laInvasión francesa de España
De familia hidalga, era natural del pueblo leonés de Vidanes –cerca de Cistierna– e hijo de José de Sosa Tovar y Teresa Rodríguez Suárez. Fue primo  del diputado liberal en las Cortes de Cádiz, Joaquín Díaz Caneja y del obispo de Oviedo Ignacio Díaz Caneja. Siguió la carrera literaria durante doce años, cursando los últimos cinco años de estudios superiores en la Universidad de Valladolid. Entró en el ejército a finales de 1797, en el cuerpo de guardias de S.M. el Rey, donde sirvió hasta 1805. Pasó entonces, con la graduación de teniente de Caballería, a los llamados destinos políticos, siéndole encomendada la administración de la Real gracia de Excusado del Departamento de Mansilla de las Mulas, en la diócesis de León. Desempeño este puesto de recaudador para el rey de la contribución de Excusado, o de los diezmos de la casa más rica de cada pueblo, hasta el inicio de la Guerra de la Independencia Española.

### Guerra de la Independencia Española
El 24 de abril de1808, el ayuntamiento de León, como protesta contra el caos político y la solapada invasión francesa –con parte del ejército español enviado al norte de Europa, varias ciudades españolas, incluida Madrid, ocupadas por los franceses, y el recién proclamado rey Fernando VII retenido en Bayona-, se realizó la proclama de convocación de fiestas de la coronación de Fernando VII, de cuya redacción se encargó el recaudador Luis de Sosa, ya con fama de literato y poeta. El escrito ha sido considerado por unos como la primera proclama contra la invasión francesa de España y por otros como un acto de apoyo a Fernando VII y contra los conspiradores, sin más. En cualquier caso, la proclama leonesa del 24 de abril fue comentada en toda la nación y la publicó la Gaceta de Madrid. Al enterarse el mariscal Murat -comandante general de los franceses y cuñado de Napoleón-, mandó recoger y quemar toda la edición, y reeditar el número sin la proclama.
Un mes después de estos sucesos contribuyó al alzamiento de la ciudad de León contra los franceses, participando activamente en la guerra hasta el mes de agosto de 1809. Fue primero nombrado comandante general de la Caballería, con la graduación de teniente coronel. En febrero de 1809 la Junta de León le nombró comandante general de la provincia y la Junta Central le concedió el grado de coronel. Durante este tiempo combatió por zonas de Castilla, Asturias y sobre todo en la provincia de León. El 29 de julio de 1809, ayudado por tropas de Juan Díaz Porlier, ocupó la ciudad de León, dirigiendo el 31 de julio una encendida proclama a los vecinos de León: “Leoneses, Fernando VII ha vuelto a reinar en vuestra ciudad...” Sin embargo, a mediados de agosto, enfermo y después de 19 días sin poder acostarse por el continuo acoso de los franceses, las tropas de Sosa tuvieron que abandonar la ciudad al no contar con apoyos militares. La ciudad de León permaneció así ocupada unas temporadas por tropas francesas y otras por tropas españolas, hasta la retirada total de los franceses en 1813.

### Años de lasCortes de Cádizy posteriores
El coronel Luis de Sosa presentó en varias ocasiones su dimisión como Comandante de la provincia de León, siéndole admitida el 21 de agosto de 1809, pocos días después de la retirada de León. Pasó entonces a ocupar el cargo de vocal y presidente interino, en ausencia de titular, de la Junta de León. En el mes de octubre se le envió como diputado por León ante la Junta Central que se hallaba en Sevilla, pero al ocupar esta plaza los franceses y formarse la primera Regencia, se trasladó a Cádiz. A comienzos de 1810 la Junta de Sevilla solicitó a la de León que nombrase un diputado para una nueva Junta Soberana de la Nación, siendo elegido Luis de Sosa. Luego en Cádiz fue elegido diputado suplente a Cortes por la ciudad de León, aunque no fue admitido como tal porque dos de los electores consideraron que era demasiado exaltado y se negaron a firmar la plaza, lo que promovió varios escritos que dirigió a las Cortes en defensa de su derecho.
Permaneció en Cádiz hasta 1813, formando parte de círculos liberales y desarrollando una gran actividad como escritor público e ilustrado, redactando gran cantidad de escritos en forma de folletos. 
Ya de vuelta en León, en 1814, publicó la obra “La Sibila del Bernesga a Fernando VII…”, donde exalta a las nuevas instituciones constitucionales y condena el despotismo anterior, lo que le costó tres meses de encierro incomunicado y cuatro años de prisión.
Después desempeñó hasta su muerte diversos cargos castrenses, además de diputado en Cortes en tres legislaturas. En el año 1837 se despidió por escrito de los leoneses al dejar el puesto. Murió en León el 28 de marzo de 1843.

## Periodista y escritor

### Actividad periodística
Fue fundador y director de varios periódicos. En 1808 fundó el periódico titulado Manifiesto de León, cuyos ingresos dedicó al armamento de la provincia. Durante su estancia en Cádiz fue director del periódico gaditano El Mentor o Ilustrado Popular en 1811. Un artículo suyo fue denunciado a la junta provincial de censura de Cádiz y le valió ser encarcelado unos días en el castillo de Santa Catalina en 1811. De vuelta en León, es artífice en 1813 del lanzamiento del periódico semanal Mercurio Sublantino. Todos ellos tuvieron una existencia editorial efímera como, por otra parte, era lo habitual en la época.
Fue autor de numerosos artículos de prensa tanto en Cádiz como en León.

### Obras[3]
- Proclama a los leoneses (1809)
- Extracto de los acontecimientos militares ocurridos sobre la Ciudad de León, en el tiempo que la ocupó y defendió contra las tropas francesas el Comandante General de esta Provincia Don Luis de Sosa con la División de su mando (1809).
- Inmortales defensores de Astorga (1811).
- La intriga en las Cortes descubierta y demostrada por un diputado que no tiene voto en ellas (1811).
- Reprimenda de un periodista difunto a los periodistas vivientes, sobre el menguado silencio que han observado acerca de las sordas prisiones que se han hecho de algunos ciudadanos, y acerca de la conmoción popular en las Cortes el 26 de octubre de 1811, en defensa de fray Juan Rico, Fernández Sardino, el Duende político y de Gonzalo de Luna (1811).
- Representación de las damas españolas a Jorge Tercero, Rey de Inglaterra sobre los vagos rumores acerca de la conducta del Gobierno Inglés y de sus Ejércitos en la Guerra de España (1811).
- Respuesta de Jorge III Rey de la Gran Bretaña, a las damas españolas. Romanzada libremente para noticia de los que no entienden el idioma inglés (1811).
- Billete de las damas españolas al editor del periódico titulado El Español, que se publica en Londres por el Sr. Blanco acá y White allá, en donde se dice que Juan Sintierra y Peltier en el Ambigú han injuriado a Sosa (1811).
- La Patria. Monólogo representado en el teatro de la ciudad de Cádiz (el 19 de marzo de 1812) (1812).
- Himno que se ha de cantar en el Teatro de esta Ciudad de Cádiz hoy 19 de marzo de 1812 (1812).
- Explicación del Monólogo representado el mismo día aniversario de la promulgación del código gaditano, dedicado a la conciliación de la América con la península española (1812).
- Congratulatoria que dirigen a Jorge Tercero, Rey de Inglaterra, por los triunfos de sus ejércitos y las glorias de Wellington, las damas españolas (1812).
- La Sibila del Bernesga a Fernando VII el Deseado en su nueva y gloriosa exaltación al Trono de las Españas (1814).
- Relación de los méritos y premios suyos, entre 1808 y 1810 (1816).
- Los patricios del Torío a las Cortes. Siete problemas capitales sobre la Constitución y la Contribución (1820).
- Manual de la Constitución (1820).

Fue también autor de poesía: Al destronamiento de Bonaparte. A las tres Gracias. A la exaltación de Fernando VII. A la Paz. Canción Real. Inscripciones, que han de ocupar las cinco grandes ventanas de la fachada principal del cuartel de Milicias.